# 阿尔布河 (萨尔河支流)
阿尔布河（法語：Albe，法語：[alb] ⓘ）是法国大東部大區摩澤爾省的河流，是萨尔河的左支流，长33.3千米。